# Armoriale della cavalleria dell'Esercito italiano
Questa pagina contiene le armi (stemmi e blasonature) delle unità facenti parte dell'Arma di Cavalleria dell'Esercito Italiano e, precedentemente a questo, del Regio Esercito.

## Enti dell'Arma di Cavalleria
| Stemma | Unità e blasonatura |
|        | Scuola di Applicazione di Cavalleria (soppressa nel 1943) (1823, Regia Scuola Militare di Equitazione (Regno di Sardegna) 1849, Scuola Militare di Cavalleria (Regno di Sardegna) 1862, Scuola Normale di Cavalleria (Regio Esercito) 1887, Scuola di Cavalleria (Regio Esercito) 1910-1943, Scuola di Applicazione di Cavalleria (Regio Esercito) 1954, Scuola di Applicazione di Fanteria e Cavalleria > poi riunita 1976-2003, Scuola di Applicazione) Troncato: sopra d'oro all'aquila di nero rostrata e armata di rosso, recante in petto lo scudo di Savoia e coronata del campo; sotto di rosso al cavallo passante alato, d'argento. Ornamenti esteriori: - lo scudo è sormontato dalla Corona Reale - Motto: "NON RISTARE" (R.D. del 6 giugno 1932). R.D. del 12 maggio 1921, RR.LL.PP. del 29 luglio 1933. |
| \|     | Scuola di Cavalleria (1823, Regia Scuola militare di equitazione (Regno di Sardegna) 1849, Scuola militare di Cavalleria (Regno di Sardegna e Regio Esercito) 1910-1943, Scuola di applicazione di Cavalleria (Regio Esercito) 1946, Scuola di Cavalleria blindata > poi fusa con la Scuola di Carrismo nella 1951, Scuola delle Truppe Corazzate > poi fusa con la Scuola di Fanteria nella ?, Scuola di Fanteria e di Cavalleria 1992, ricostituzione della Scuola di Cavalleria 1998, riconfigurazione in Raggruppamento Addestrativo RSTA 2000-, Scuola di Cavalleria) Stemma del ?: Troncato: nel primo d'oro, all'aquila di nero, allumata, rostrata, linguata, armata di rosso, caricata in cuore dallo scudetto ovale, di rosso, alla croce d'argento (di Savoia antico); nel secondo, di rosso, al Pegaso d'argento, passante, con la testa piegata verso il petto. Ornamenti esteriori: - lo scudo è sormontato dalla corona turrita degli Enti Militari - lista bifida d'oro, svolazzante, collocata sotto la punta dello scudo, incurvata con la concavità rivolta verso l'alto, riportante il motto, in lettere maiuscole di nero: "NON RISTARE". Stemma del ?: Troncato, semipartito: nel primo, d'oro, all'aquila di nero, allumata, rostrata, linguata, armata di rosso, caricata in cuore dallo scudetto ovale, di rosso, alla croce d'argento (di Savoia antico); nel secondo, di rosso, al Pegaso d'argento, passante, con la testa piegata verso il petto; nel terzo, tagliato d'azzurro e di rosso, al carro armato d'oro, attraversante, cimato dal drago di verde, allumato di rosso, di fronte, in parte nascosto dalla torretta, con le zampe poste a destra e a sinistra della torretta stessa, con le ali aperte, l'ala sinistra attraversante, esso drago con la testa rivoltata, vomitante la fiamma di rosso, caricante l'ala sinistra. Ornamenti esteriori: - lo scudo è sormontato dalla corona turrita degli Enti Militari - lista bifida d'oro, svolazzante, collocata sotto la punta dello scudo, incurvata con la concavità rivolta verso l'alto, riportante il motto, in lettere maiuscole di nero: "NON RISTARE". |
|        | Regia Accademia di Fanteria e Cavalleria Di rosso, al gladio (per la Fanteria) ed al ferro di lancia banderolato d'azzurro (per la Cavalleria) posti in croce di S. Andrea, il tutto al naturale, accostato da due stellette d'argento, di ordinanza, col capo di Savoia moderno. Ornamenti esteriori: - lo scudo sormontato da una corona reale con due rami di quercia fruttati d'oro e d'argento, decussati in punta - motto, su una lista svolazzante sotto allo scudo: "UNA ACIES". R.D. del 4 ottobre 1928. |
|        | Scuola di Carrismo (soppressa nel 1999) (1951, Scuola delle Truppe Corazzate (per fusione della Scuola di Cavalleria blindata e della Scuola di Carrismo) 1964, Scuola truppe meccanizzate e corazzate (STMC) (incorpora la soppressa Scuola degli allievi ufficiali di complemento delle truppe meccanizzate (1963 per trasformazione della Scuola unica degli allievi ufficiali di complemento) 1982, Scuola di Fanteria e di Cavalleria (per fusione con la Scuola di Fanteria) 1992, ricostituzione della Scuola di Carrismo (per separazione della Scuola Truppe Corazzate) 1998, Scuola di Cavalleria e Truppe Corazzate (per cambio di denominazione della Scuola di Carrismo) 2000, Scuola di Cavalleria Tagliato d'azzurro e di rosso, al carro armato d'oro, attraversante, cimato dal drago di verde, allumato di rosso, di fronte, in parte nascosto dalla torretta, con le zampe poste a destra e a sinistra della torretta stessa, con le ali aperte, l'ala sinistra attraversante, esso drago con la testa rivoltata, vomitante la fiamma di rosso, caricante l'ala sinistra. Ornamenti esteriori: - lo scudo è sormontato dalla corona turrita degli Enti Militari - lista bifida d'oro, svolazzante, collocata sotto la punta dello scudo, incurvata con la concavità rivolta verso l'alto, riportante il motto, in lettere maiuscole di nero: "FERREA MOLE FERREO CUORE" - nastro rappresentativo della ricompensa al Valore: annodato nella parte centrale non visibile della corona turrita, scendente svolazzante in sbarra dal punto predetto, passando dietro la parte superiore dello scudo: 1 M.B.V.E. |
|        | Scuola di Applicazione di Fanteria e Cavalleria (soppressa nel 1951) (1954, Scuola di Applicazione di Fanteria e Cavalleria > 1951, Scuole di Applicazione d'Arma > 1976-2002, Scuola di Applicazione) Inquartato: nel primo, di rosso alla croce d'argento attraversata in capo dal lambello di tre pendenti d'azzurro (di Piemonte); nel secondo, d'argento all'aquila dal volo spiegato di nero (per Savoia); nel terzo, partito: a) d'oro alla croce d'azzurro (di Parma); b) di rosso alla daga d'argento, posta in palo, manicata d'oro ed attorcigliata da un ramo d'alloro al naturale, abbassati da un capo d'azzurro, caricato da una stella d'argento; nel quarto, partito: a) d'argento, a tre fasce di nero, attraversate da un pino di verde radicato su una terrazza dello stesso (di Pinerolo); c) di rosso, al Pegaso d'argento. Ornamenti esteriori: - sullo scudo il fregio della Scuola di Applicazione di fanteria e cavalleria costituito da un trofeo d'armi sormontato dall'elmo di Pallade ed accompagnalo da un ramo di alloro a sinistra e da uno di quercia a destra, posti a corona e legati in basso da un fiocco d'azzurro filettata d'argento uscente dal fregio - sotto lo scudo, su lista d'argento con le estremità bifide, il motto: "ARTE ET VIRTUTE USQUE AD VICTORIAM" - nastro rappresentativo della ricompensa al Valore: annodato nella parte centrale non visibile della corona turrita, scendente svolazzante in sbarra dal punto predetto, passando dietro la parte superiore dello scudo: 1 M.A.V.M. D.P.R. del 10 luglio 1960. |
|        | Comando per la Formazione e Scuola di Applicazione dell'Esercito (ex Scuola di Applicazione, soppressa nel 2009) (1739, Regie Scuole Teoriche e Pratiche di Artiglieria e Fortificazione (Regno di Sardegna) ?, Scuola di Applicazione di Cavalleria (Regno di Sardegna) ?, Scuola di Applicazione di Fanteria (Regno di Sardegna) 1834-1839, Scuola Complementare (Regno di Sardegna) 1839, Scuola di Applicazione per le Armi Dotte (Regno di Sardegna) 1851, Scuola Complementare per gli Ufficiali di Artiglieria e Genio (Regno di Sardegna) 1863-1924, Scuola d'Applicazione delle Armi di Artiglieria e Genio (Regio Esercito) 1928-1943, Scuola di Applicazione di Artiglieria e Genio (Regio Esercito) 1949, Scuola di Applicazione di Artiglieria; Scuola di Applicazione del Genio > riunite 1951, Scuole di Applicazione d'Arma 1976, Scuola di Applicazione 2003, Scuola di Applicazione e Istituto di Studi Militari dell'Esercito 2009, Comando delle Scuole - Scuola di Applicazione e Istituto di Studi Militari dell'Esercito 2010, Scuola di Applicazione e Istituto di Studi Militari dell'Esercito) 2011-, Comando per la Formazione e Scuola di Applicazione dell'Esercito) Inquartato: nel primo, controinquartato: il 1°) di rosso, alla croce d'argento attraversata in capo dal lambello di pendenti d'azzurro (di Piemonte); il 2°) d'argento, all'aquila dal volo spiegato (per Savoia); il 3°) partito: a) d'oro alla croce d'azzurro (di Parma); b) di rosso, al ramo d'alloro al naturale accollato ad una daga d'argento, manicata d'oro, posta in palo, il tutto abbassato al capo d'azzurro, caricato da una stella d'argento; il 4°), partito: a) d'argento, a tre fasce di nero, attraversate da un pino di verde radicato su una terrazza dello stesso (di Pinerolo); b) di rosso, al Pegaso d'argento; nel secondo, partito innestato merlato d'oro e di rosso, alla banda d'azzurro (ex Scuola di Applicazione di Artiglieria); nel terzo, partito innestato merlato d'oro e di rosso, alla banda d'azzurro, caricata da una torre di tre piani al naturale murata, aperta e finestrata di nero di tre, 1, 1, 1; nel quarto, d'azzurro al toro furioso (di Torino). Ornamenti esteriori: - lo scudo è sormontato dalla corona turrita degli Enti Militari - lista bifida d'oro, svolazzante, collocata sotto la punta dello scudo, incurvata con la concavità rivolta verso l'alto, riportante il motto, in lettere maiuscole di nero: "DOCTRINAS BELLO APTARE" - nastro rappresentativo della ricompensa al Valore: annodato nella parte centrale non visibile della corona turrita, scendente svolazzante in sbarra dal punto predetto, passando dietro la parte superiore dello scudo: 1 M.A.V.M., 1 M.B.V.E. D.P.R. del 14 marzo 1977. |

## Cavalleria (Dragoni e Cavalieri)
| Stemma | Unità e blasonatura |
|        | Reggimento "Nizza Cavalleria" (1°) Partito: nel primo, d'oro all'aquila spiegata di nero; nel secondo, partito: a) di rosso alla torre d'argento, b) d'argento alla torre di rosso; innestato in punta d'argento, all'aquila di rosso, col volo abbassato, poggiata su un monte di tre cime di verde uscente da un mare d'azzurro fluttuoso d'argento (di Nizza). Ornamenti esteriori: - lo scudo è sormontato dalla corona turrita degli Enti Militari - lista bifida d'oro, svolazzante, collocata sotto la punta dello scudo, incurvata con la concavità rivolta verso l'alto, riportante il motto, in lettere maiuscole di nero: "NICAEA FIDELIS" - nastri rappresentativi delle ricompense al Valore: annodati nella parte centrale non visibile della corona turrita, scendenti svolazzanti in sbarra ed in banda dal punto predetto, passando dietro la parte superiore dello scudo: 4 M.A.V.M. |
|        | Reggimento "Piemonte Cavalleria" (2°) Inquartato: nel primo, d'azzurro a tre stelle d'oro ordinate in banda fra due filetti dello stesso; nel secondo, inquartato: a) e d) d'azzurro alla fiamma trifida di rosso picchiettata e bordata d'oro; b) e e) di rosso, alla fiamma trifida d'azzurro picchiettata e bordata d'oro; sul tutto una croce d'argento caricata in cuore dall'aquila di nero (di Savoia antica), sul tutto del tutto uno scudetto ancile, di rosso, alla croce d'argento (di Savoia moderno); nel terzo, di rosso alla croce d'argento attraversata in capo dal lambello d'azzurro di tre pendenti (di Piemonte); nel quarto di rosso al puledro allegro inalberato d'argento. Ornamenti esteriori: - lo scudo è sormontato dalla corona turrita degli Enti Militari - lista bifida d'oro, svolazzante, collocata sotto la punta dello scudo, incurvata con la concavità rivolta verso l'alto, riportante il motto, in lettere maiuscole di nero: "VENUSTUS ET AUDAX" - nastri rappresentativi delle ricompense al Valore: annodati nella parte centrale non visibile della corona turrita, scendenti svolazzanti in sbarra ed in banda dal punto predetto, passando dietro la parte superiore dello scudo: 2 M.A.V.M., 1 M.B.V.M., 1 M.B.V.E.                                                                        |
|        | Reggimento "Savoia Cavalleria" (3°) Partito: nel primo, di porpora, al puledro allegro d'argento, inalberato e rivoltato; nel secondo, d'azzurro all'albero troncato, legato e rifiorente, terrazzato di verde. Sulla partizione uno scudetto d'oro all'aquila di nero dal volo abbassato, rostrata di rosso. Il tutto abbassato da un capo d'oro al quartier franco d'azzurro caricato dal tridente bizantino d'Ucraina d'oro. Ornamenti esteriori: - lo scudo è sormontato dalla corona turrita degli Enti Militari - lista bifida d'oro, svolazzante, collocata sotto la punta dello scudo, incurvata con la concavità rivolta verso l'alto, riportante il motto, in lettere maiuscole di nero: "SAVOYE BONNES NOUVELLES" - nastri rappresentativi delle ricompense al Valore: annodati nella parte centrale non visibile della corona turrita, scendenti svolazzanti in sbarra ed in banda dal punto predetto, passando dietro la parte superiore dello scudo: 1 M.O.V.M, 2 M.B.V.M. |
|        | Reggimento "Genova Cavalleria" (4°) Inquartato da una croce di rosso: nel primo, d'argento all'aquila di nero col volo abbassato, accompagnata da quattro fiamme trifide, la prima e la quarta d'azzurro, picchiettate e bordate d'argento, la seconda e la terza di rosso, picchiettate e bordate d'oro, tutte moventi dai cantoni opposti al centro; nel secondo e terzo, d'argento alla banda d'azzurro caricata in cuore da una stella del primo; nel quarto, cinque punti d'oro equipollenti a quattro d'azzurro, alla bordura d'argento (del Genevese). Il tutto abbassato al capo d'oro caricato in cuore da uno scudetto di rosso alla croce d'argento con in punta un monte di tre cime di verde (per la Battaglia di Mondovì). Ornamenti esteriori: - lo scudo è sormontato dalla corona turrita degli Enti Militari - lista bifida d'oro, svolazzante, collocata sotto la punta dello scudo, incurvata con la concavità rivolta verso l'alto, riportante il motto, in lettere maiuscole di nero: "SOIT A PIED SOIT A CHEVAL MON HONNEUR EST SANS ÈGAL" - nastri rappresentativi delle ricompense al Valore: annodati nella parte centrale non visibile della corona turrita, scendenti svolazzanti in sbarra ed in banda dal punto predetto, passando dietro la parte superiore dello scudo: 2 M.O.V.M., 2 M.A.V.M., 1 M.B.V.E. |

## Cavalleria (Lancieri)
| Stemma | Unità e blasonatura |
|        | Reggimento "Lancieri di Novara" (5°) Partito semitroncato: nel primo, inquartato da una croce d'argento: a) cinque punti d'oro equipollenti a quattro d'azzurro (del Genevese); b) di porpora, al cavallo allegro rivolto d'argento (di Vestfalia); c) di rosso alla croce d'argento attraversata in capo dal lambello d'azzurro di tre pendenti (di Piemonte); d) di rosso all'aquila di nero cucita, dal volo spiegato; nel secondo, inquartato da una croce d'argento caricata in cuore dell'aquila di nero al volo abbassato: a) e d) d'azzurro alle fiamme trifide di nero bordate di rosso, cucite; b) e c) d'oro alle fiamme trifide di rosso bordate d'argento, tutte moventi dai cantoni opposti al centro; nel terzo, di rosso alla fascia d'argento murata di nero, merlata alla guelfa, accompagnata in capo da una stella d'argento ed in punta da una viera di pozzo all'antica, murata di nero, pure d'argento. Il tutto abbassato al capo d'oro col quartier franco d'azzurro, al tridente bizantino d'Ucraina d'oro. Ornamenti esteriori: - lo scudo è sormontato dalla corona turrita degli Enti Militari - lista bifida d'oro, svolazzante, collocata sotto la punta dello scudo, incurvata con la concavità rivolta verso l'alto, riportante il motto, in lettere maiuscole di nero: "ALBIS ARDUA" - nastri rappresentativi delle ricompense al Valore: annodati nella parte centrale non visibile della corona turrita, scendenti svolazzanti in sbarra ed in banda dal punto predetto, passando dietro la parte superiore dello scudo: 1 M.O.V.M., 2 M.A.V.M., 4 M.B.V.M., 1 M.B.V.E. |
|        | Reggimento "Lancieri di Aosta" (6°) Inquartato: nel primo e nel quarto, d'argento all'aquila spiegata di nero, rostrata e membrata d'oro; nel secondo e nel terzo, di nero, al leone d'argento armato e lampassato di rosso (d'Aosta). Il tutto abbassato al capo d'oro. Ornamenti esteriori: - lo scudo è sormontato dalla corona turrita degli Enti Militari - lista bifida d'oro, svolazzante, collocata sotto la punta dello scudo, incurvata con la concavità rivolta verso l'alto, riportante il motto, in lettere maiuscole di nero: "AOSTA D'FER" - nastri rappresentativi delle ricompense al Valore: annodati nella parte centrale non visibile della corona turrita, scendenti svolazzanti in sbarra ed in banda dal punto predetto, passando dietro la parte superiore dello scudo: 1 M.O.V.M., 1 M.A.V.M., 3 M.B.V.M., 1 C.d.G.V.M., 1 M.B.V.E. |
|        | Reggimento "Lancieri di Milano" (7º) Inquartato: nel primo, d'azzurro al leone d'oro coronato, lampassato e armato di rosso (di Abbiategrasso); nel secondo, troncato d'argento e di rosso al gallo dell'uno nell'altro (di Gallarate); nel terzo, d'oro alla croce di rosso (di Lodi); nel quarto, d'azzurro alla corona di ferro sormontata dalla croce di Teodolinda, al naturale (di Monza). Sul tutto, d'argento alla croce di rosso (di Milano). Al capo di rosso, alla croce d'argento (di Savoia). Ornamenti esteriori: - lo scudo è sormontato dalla corona turrita degli Enti Militari - lista bifida d'oro, svolazzante, collocata sotto la punta dello scudo, incurvata con la concavità rivolta verso l'alto, riportante il motto, in lettere maiuscole di nero: "SIC PERSONAT VIRTUS" - nastri rappresentativi delle ricompense al Valore: annodati nella parte centrale non visibile della corona turrita, scendenti svolazzanti in sbarra ed in banda dal punto predetto, passando dietro la parte superiore dello scudo: 2 M.B.V.M., 1 C.d.G.V.M., 1 M.B.V.E. |
|        | Reggimento "Lancieri di Montebello" (8°) Partito: nel primo inquartato: a) d'oro, all'aquila spiegata di nero (per Voghera); b) di nero al leone d'argento armato e lampassato di rosso (d'Aosta); c) d'argento al capo di rosso (di Monferrato); d) di rosso alla croce d'argento (di Novara); nel secondo, d'argento all'albero al naturale, cimato da una stella d'azzurro, nodrito su un monte di verde movente dalla punta, accostato da due draghi pure di verde, affrontati e controrampanti, linguali e illuminati di rosso (di Montebello della Battaglia). Ornamenti esteriori: - lo scudo è sormontato dalla corona turrita degli Enti Militari - lista bifida d'oro, svolazzante, collocata sotto la punta dello scudo, incurvata con la concavità rivolta verso l'alto, riportante il motto, in lettere maiuscole di nero: "IMPETU HOSTEM PERTERREO" - nastro rappresentativo della ricompensa al Valore: annodato nella parte centrale non visibile della corona turrita, scendente svolazzante in sbarra dal punto predetto, passando dietro la parte superiore dello scudo: 1 M.A.V.M. |
|        | Reggimento "Lancieri di Firenze" (9°) Partito: nel primo, di rosso alla croce d'argento (di Savoia); nel secondo, d'oro a cinque torte bisanti di rosso disposte, 2, 2, 1, cimate da un bisante più grande d'azzurro caricato da tre gigli d'oro male ordinati (dei de'Medici, per la Toscana). In cuore, uno scudetto d'argento, al giglio di rosso bottonato (di Firenze). Ornamenti esteriori: - lo scudo è sormontato dalla corona turrita degli Enti Militari - lista bifida d'oro, svolazzante, collocata sotto la punta dello scudo, incurvata con la concavità rivolta verso l'alto, riportante il motto, in lettere maiuscole di nero: "CON L'ANIMO CHE VINCE OGNI BATTAGLIA" - nastri rappresentativi delle ricompense al Valore: annodati nella parte centrale non visibile della corona turrita, scendenti svolazzanti in sbarra ed in banda dal punto predetto, passando dietro la parte superiore dello scudo: 2 M.B.V.M., 1 M.B.V.E. |
|        | Lancieri di "Vittorio Emanuele II" (10°) Troncato dentato: nel 1° di azzurro alla Corona d'Italia al naturale, nel 2° d'oro al nodo d'amore d'azzurro; il tutto abbassato al capo di Savoia, che è di rosso alla croce d'argento. |
|        | Reggimento "Lancieri di Mantova" (25°) Partito: nel 1° di rosso, alla croce d'argento, bordato d'azzurro; nel 2° d'argento, alla croce di rosso, bordato dello stesso; lo scudo accollato all'aquila al naturale col volo abbassato, armata d'oro e lampassata di rosso tenente con gli artigli la lista al naturale con il motto REFERAM TIBI, MANTUA, PALMAS. |
|        | Reggimento "Lancieri di Vercelli" (26°) Partito: nel 1° di rosso, alla croce d'argento; nel 2° d'argento, alla croce di rosso; alla bordura partita d'azzurro e di rosso attraversante sul tutto, sostenuto da due lance moderne al naturale con banderuola di azzurro. |

## Cavalleria (Cavalleggeri)
| Stemma | Unità e blasonatura |
|        | Reggimento "Cavalleggeri di Foggia" (11º) Partito. Nel 1° d'argento all'aquila spiegata di nero di Savoia; nel 2° d'azzurro a tre fiammelle guizzanti dalla superficie del mare e in questo specchiantisi, il tutto al naturale, sostenuto da due rami d'olivo con frutti. |
|        | Reggimento "Cavalleggeri di Saluzzo" (12º) Inquartato: nel primo e nel quarto, d'oro all'aquila spiegata di nero, caricata in petto da uno scudetto ancile di rosso, alla croce d'argento (di Savoia antico); nel secondo e nel terzo, troncato d'azzurro e d'argento (per Saluzzo); innestato in punta d'argento alla croce di rosso (di Milano). Ornamenti esteriori: - lo scudo è sormontato dalla corona turrita degli Enti Militari - lista bifida d'oro, svolazzante, collocata sotto la punta dello scudo, incurvata con la concavità rivolta verso l'alto, riportante il motto, in lettere maiuscole di nero: "QUO FATA VOCANT" - nastro rappresentativo della ricompensa al Valore: annodato nella parte centrale non visibile della corona turrita, scendente svolazzante in sbarra dal punto predetto, passando dietro la parte superiore dello scudo: 1 M.A.V.M. |
|        | Reggimento "Cavalleggeri di Monferrato" (13º) Partito. Nel 1° di Savoia, che è di rosso alla croce d'argento; nel 2° del Monferrato, che di argento al capo di rosso. |
|        | Reggimento "Cavalleggeri di Alessandria" (14º) Partito. Nel 1° di Savoia, che è di rosso alla croce d'argento; nel 2° di Alessandria, che è d'argento alla croce di rosso. |
|        | Reggimento "Cavalleggeri di Lodi" (15°) Partito: nel primo, di rosso alla croce d'argento (di Savoia moderno); nel secondo, d'oro alla croce di rosso (di Lodi). Al capo d'argento a due coroncine di nero filettate di rosso. Ornamenti esteriori: - lo scudo è sormontato dalla corona turrita degli Enti Militari - lista bifida d'oro, svolazzante, collocata sotto la punta dello scudo, incurvata con la concavità rivolta verso l'alto, riportante il motto, in lettere maiuscole di nero: "LODI S'IMMOLA" - nastri rappresentativi delle ricompense al Valore: annodati nella parte centrale non visibile della corona turrita, scendenti svolazzanti in sbarra ed in banda dal punto predetto, passando dietro la parte superiore dello scudo: 3 M.A.V.M. |
|        | Reggimento "Cavalleggeri di Lucca" (16°) Partito. Nel 1° di Savoia, che è di rosso alla croce d'argento; nel 2° di Lucca, che è troncato d'argento e di rosso. |
|        | Reggimento "Cavalleggeri di Caserta" (17°) Inquartato: nel 1° e 4° d'azzurro, al monte al naturale di tre cime d'oro nascente dalla fascia ondata d'argento; nel 2° e 3° troncato cuneato di tre pezzi e mezzo di nero e di rosso; il tutto abbassato sotto il capo di Savoia, che è di rosso alla croce d'argento. Ornamenti esteriori: - Corona Reale di Savoia - lista: al naturale, svolazzante, collocata sotto la punta dello scudo, incurvata con la concavità rivolta verso l'alto, riportante il motto: "AD ERTA VOLGO". |
|        | Reggimento "Cavalleggeri di Piacenza" (18°) Partito. Nel 1° di Savoia, che è di rosso alla croce d'argento. Nel 2° di Piacenza rivoltato, che è partito al primo d'argento alla lupa d'azzurro rivolta, lampassata di rosso, passante, al secondo di rosso al dado d'argento. |
|        | Reggimento "Cavalleggeri Guide" (19°) D'azzurro, al capo d'argento. Ornamenti esteriori: - lo scudo è sormontato dalla corona turrita degli Enti Militari - lista bifida d'oro, svolazzante, collocata sotto la punta dello scudo, incurvata con la concavità rivolta verso l'alto, riportante il motto, in lettere maiuscole di nero: "ALLA VITTORIA ED ALL'ONOR SON GUIDA" - onorificenza: accollata alla punta dello scudo con l'insegna pendente al centro del nastro con i colori della stessa, la croce di Cavaliere dell'Ordine militare d'Italia - nastri rappresentativi delle ricompense al Valore: annodati nella parte centrale non visibile della corona turrita, scendenti svolazzanti in sbarra ed in banda dal punto predetto, passando dietro la parte superiore dello scudo: 1 M.A.V.M., 2 M.B.V.M., 1 M.O.V.E., 1 M.A.V.E., 1 M.A.V.C. |
|        | Reggimento "Cavalleggeri di Roma" (20°) Inquartato. Nel 1° e 4° d'oro all'aquila spiegata di nero di Savoia; nel 2° e 3° di Roma, che è di porpora alla crocetta patente posta in capo a destra, seguita dalle lettere maiuscole S.P.Q.R. poste in banda e scalinate, il tutto d'oro. |
|        | Reggimento "Cavalleggeri di Padova" (21°) Partito. Nel 1° di Savoia, che è di rosso alla croce d'argento; nel 2° di Padova, che è d'argento alla croce di rosso, il tutto bordato d'argento. Lo scudo accollato all'aquila spiegata di nero, armata d'oro e lampassata di rosso, tenente con gli artigli uno scettro d'argento e una lista pure d'argento con il motto VALORE E CORTESIA. |
|        | Reggimento "Cavalleggeri di Catania" (22°) Inquartato. Nel 1° e 4° d'oro all'aquila spiegata nera di Savoia; nel 2° e 3° all'elefante al naturale bardato di azzurro e di rosso, terrazzato di verde, su cui poggia Sant'Agata armata. Lo scudo accollato all'aquila spiegata al naturale, armata d'oro, lampassata di rosso, tenente con gli artigli una lista d'oro con il moto USQUE DUM VIVAM ET ULTRA in lettere maiuscole di rosso. |
|        | Reggimento "Cavalleggeri di Umberto I" (23°) Troncato d'argento e di azzurro; sul tutto la Corona d'Italia al naturale. Lo scudo accollato all'aquila spiegata al naturale, armata d'oro, lampassata di rosso, tenente con gli artigli una lista d'azzurro con il motto TANTO NOMINE VINCES. |
|        | Reggimento "Cavalleggeri di Vicenza" (24°) Semipartito troncato. Nel 1° d'oro all'aquila spiegata d'argento di Savoia; nel 2° di Vicenza, che è di rosso alla croce d'argento; nel 3° d'argento alla banda di rosso. |
|        | Reggimento "Cavalleggeri di Aquila" (27°) D'argento all'aquila col volo abbassato di nero, che è di L'Aquila, il tutto abbassato al capo di Savoia, che è di rosso alla croce d'argento. Lo scudo accollato all'aquila spiegata di nero, armata d'oro, lampassata di rosso, con la lista d'argento, concava, con il motto GLORIA O MORTE attraversante sulla coda. |
|        | Reggimento "Cavalleggeri di Treviso" (28°) Partito il primo di rosso alla croce d’argento; il secondo troncato da una fascia d’argento caricata della scritta "TARVISIUM" in caratteri maiuscoli romani di nero: a) d’azzurro a tre torri fondate su campagna di verde, murate di nero, aperte e finestrate di rosso, la centrale più elevata; le laterali cimate da uno stendardo di rosso, svolazzante con le stremito bifide; b) d’azzurro, ad un portale al naturale, aperto di rosso e da un lunotto dello stesso, accostato da 8 aste (4.4), di legno cimate da crocette di nero: il tutto fondato su una muraglia murata di nero. Ornamenti esteriori: - lo scudo è sormontato dalla corona turrita degli Enti Militari - lista bifida d'oro, svolazzante, collocata sotto la punta dello scudo, incurvata con la concavità rivolta verso l'alto, riportante il motto, in lettere maiuscole di nero: "IN CERTAMINE AUDACES" - nastri rappresentativi delle ricompense al Valore: annodati nella parte centrale non visibile della corona turrita, scendenti svolazzanti in sbarra ed in banda dal punto predetto, passando dietro la parte superiore dello scudo: 1 M.A.V.M., 1 M.B.V.E. |
|        | Reggimento "Cavalleggeri di Udine" (29°) Due scudi in scaglione rovesciato. Il primo di Savoia, che è rosso alla croce d'argento; il secondo di Udine, che è d'argento al capriolo di nero. I due scudi accollati all'aquila spiegata di nero, armata d'oro, lampassata di rosso, con la lista d'argento, concava, con il motto ASPETTO L'ORA attraversante sulla coda. |
|        | Reggimento "Cavalleggeri di Palermo" (30°) Sue scudi in scaglione rovesciato. Il primo di Savoia, che è rosso alla croce d'argento; il secondo di Palermo, che è di rosso all'aquila con volo abbassato d'oro, tenente con gli artigli una fascia carica delle iniziali S.P.Q.P. I due scudi accollati all'aquila spiegata di nero, armata d'oro, lampassata di rosso, tenente con gli artigli una lista al naturale con il motto MORA MORA. |
|        | Reggimento "Cavalleggeri di Sardegna" D'argento alla croce di rosso, accantonata di quattro teste di moro al naturale bendate d'argento, sul tutto il fregio dorato della specialità dei Cavalleggeri. |

## Carristi (in fanteria dal 1918, in cavalleria a partire dal 1999)
| Stemma | Unità e blasonatura |
|        | 1º Reggimento corazzato D'azzurro, alla banda d'argento caricata da una folgore di porpora, accompagnata nel primo e nel secondo da un torrione al naturale aperto e finestrato di nero. Ornamenti esteriori: - lo scudo è sormontato dalla corona turrita degli Enti Militari - lista bifida d'oro, svolazzante, collocata sotto la punta dello scudo, incurvata con la concavità rivolta verso l'alto, riportante il motto, in lettere maiuscole di nero: "FOLGORE NELLA BATTAGLIA". |
|        | 4º Reggimento carri Partito semitroncato: nel primo, d'azzurro, al silfio reciso, d'oro, posto in palo (di Cirenaica); nel secondo, troncato, di rosso e d'azzurro, alla lupa capitolina, allattante i gemelli, d'oro, sostenuti dal ristretto dello stesso, la lupa attraversante e accompagnata da quattro fiamme trifide, d'oro, uscenti dai cantoni (per Roma); nel terzo, di rosso, al castello d'oro, murato di nero, merlato alla guelfa, munito di una sola torre centrale, la parte inferiore del castello merlata di nove, aperta e finestrata di due, di nero, la torre merlata di cinque e finestrata di uno, dello stesso (per Udine). Al capo d'oro. Ornamenti esteriori: - lo scudo è sormontato dalla corona turrita degli Enti Militari - lista bifida d'oro, svolazzante, collocata sotto la punta dello scudo, incurvata con la concavità rivolta verso l'alto, riportante il motto, in lettere maiuscole di nero: "TRAVOLGO" - nastri rappresentativi delle ricompense al Valore: annodati nella parte centrale non visibile della corona turrita, scendenti svolazzanti in sbarra ed in banda dal punto predetto, passando dietro la parte superiore dello scudo: 1 M.O.V.M., 2 M.B.V.M. |
|        | 31º Reggimento carri Partito semitroncato: nel primo, di rosso al centauro di carnagione impugnante un arco teso, cordato e incoccato di nero; nel secondo, troncato di nero e di rosso (per la Campagna d'Albania), al leone passante, sostenente con la branca anteriore destra una spada, posta in palo, il tutto d'oro (per la Campagna di Montenegro); nel terzo, d'azzurro al silfio reciso d'oro, posto in palo (di Cirenaica). Ornamenti esteriori: - lo scudo è sormontato dalla corona turrita degli Enti Militari - lista bifida d'oro, svolazzante, collocata sotto la punta dello scudo, incurvata con la concavità rivolta verso l'alto, riportante il motto, in lettere maiuscole di nero: "FERRO ET CORDE FRANGIT HOSTES" - nastro rappresentativo della ricompensa al Valore: annodato nella parte centrale non visibile della corona turrita, scendente svolazzante in sbarra dal punto predetto, passando dietro la parte superiore dello scudo: 1 M.A.V.M. |
|        | 32º Reggimento carri Partito, semitroncato: nel primo, d'argento, alla banda di rosso, attraversata da una testa d'ariete innestata ad una trave spezzata, il tutto d'oro; nel secondo, d'azzurro alla croce patente d'argento (per Verona); nel terzo, di rosso alla fascia d'argento, attraversata da un portone d'oro aperto del campo, screziato d'argento nell'architrave, e uscente da uno specchio d'acqua d'azzurro ondato d'argento (per Pordenone). Al capo d'oro, con il quartier franco d'azzurro caricato da un silfio reciso, d'oro, posto in palo, sormontato da una stella d'argento (per la Cirenaica). Ornamenti esteriori: - lo scudo è sormontato dalla corona turrita degli Enti Militari - lista bifida d'oro, svolazzante, collocata sotto la punta dello scudo, incurvata con la concavità rivolta verso l'alto, riportante il motto, in lettere maiuscole di nero: "FERREA MOLE FERREO CUORE" - nastri rappresentativi delle ricompense al Valore: annodati nella parte centrale non visibile della corona turrita, scendenti svolazzanti in sbarra ed in banda dal punto predetto, passando dietro la parte superiore dello scudo: 1 M.O.V.M., 1 M.A.V.E., 1 M.B.V.E.               |
|        | 33º Reggimento carri Inquartato in croce di S. Andrea: nel primo, di rosso all'aquila normanna di nero dal volo abbassato (per la Sicilia); nel secondo, d'azzurro a tre teste di leone d'oro lampassate e coronate all'antica dello stesso (di Dalmazia); nel terzo, di rosso al silfio reciso d'oro, posto in palo (di Cirenaica); nel quarto, d'oro alla croce d'azzurro (di Parma). Ornamenti esteriori: - lo scudo è sormontato dalla corona turrita degli Enti Militari - lista bifida d'oro, svolazzante, collocata sotto la punta dello scudo, incurvata con la concavità rivolta verso l'alto, riportante il motto, in lettere maiuscole di nero: "AERE PERENNIUS". |
|        | 131º Reggimento carri Trinciato: nel primo, di rosso, all'aquila normanna di nero, dal volo abbassato (per la Sicilia); nel secondo, d'azzurro, al centauro impugnante un arco teso, cordato e incoccato, il tutto d'oro. Ornamenti esteriori: - lo scudo è sormontato dalla corona turrita degli Enti Militari - lista bifida d'oro, svolazzante, collocata sotto la punta dello scudo, incurvata con la concavità rivolta verso l'alto, riportante il motto, in lettere maiuscole di nero: "D'ACCIAIO ANCHE I CUORI". |
|        | 132º Reggimento carri D'azzurro, all'ariete furioso d'oro, attraversante un palmizio di nero nodrito su una campagna di rosso e sormontato da un lambello a tre pendenti dello stesso. Al capo d'oro, con il quartier franco d'azzurro, al silfio reciso d'oro, posto in palo, sormontato da una stella dello stesso (per la Cirenaica). Ornamenti esteriori: - lo scudo è sormontato dalla corona turrita degli Enti Militari - lista bifida d'oro, svolazzante, collocata sotto la punta dello scudo, incurvata con la concavità rivolta verso l'alto, riportante il motto, in lettere maiuscole di nero: "IN HOSTEM RUIT" - nastri rappresentativi delle ricompense al Valore: annodati nella parte centrale non visibile della corona turrita, scendenti svolazzanti in sbarra ed in banda dal punto predetto, passando dietro la parte superiore dello scudo: 1 M.O.V.M., 1 M.B.V.E. |

## Cavalleria dell'Aria (dal 1999 al 2003)
| Stemma | Unità e blasonatura |
|        | 1º Reggimento Cavalleria dell'Aria "Antares" (1º Raggruppamento Aviazione Leggera dell'Esercito ALE "Antares" 1º Reggimento ALE "Antares" 1º Reggimento AVES "Antares" 1º Reggimento Cavalleria dell'Aria "Antares" 1º Reggimento AVES "Antares") D'azzurro, mantellato d'argento, alle quattordici stelle unite, effigianti la costellazione dello Scorpione, d'oro, con la stella Antares, raggiata di otto, in posizione centrale, ravvicinata. Ornamenti esteriori: - lo scudo è sormontato dalla corona turrita degli Enti Militari - lista bifida d'oro, svolazzante, collocata sotto la punta dello scudo, incurvata con la concavità rivolta verso l'alto, riportante il motto, in lettere maiuscole di nero: "PRIMUS NOMINE, FACTISQUE FULGENTIOR" - onorificenza: accollata alla punta dello scudo con l'insegna pendente al centro del nastro con i colori della stessa, la croce di Cavaliere dell'Ordine militare d'Italia - nastro rappresentativo della ricompensa al Valore: annodato nella parte centrale non visibile della corona turrita, scendente svolazzante in sbarra dal punto predetto, passando dietro la parte superiore dello scudo: 1 M.A.V.E.                                                                                       |
|        | 2º Reggimento Cavalleria dell'Aria "Sirio" (2º Reggimento AVES "Sirio") Tagliato: nel primo, d'azzurro, alle sette stelle raggiate di otto raggi, effigianti la costellazione del Cane Maggiore, d'oro, con la stella Sirio, in posizione centrale, ravvicinata; nel secondo, di porpora, al torrione al naturale, murato di nero, visto di spigolo, quadrato, con forte barbacane, privo di merli, munito nel lato volto a sinistra della finestra di nero, nel lato volto a destra di tre finestre, 2, 1, e della porta, esse finestre e porta dello stesso; esso torrione fondato sulla campagna di verde (per Lamezia Terme). Ornamenti esteriori: - lo scudo è sormontato dalla corona turrita degli Enti Militari - lista bifida d'oro, svolazzante, collocata sotto la punta dello scudo, incurvata con la concavità rivolta verso l'alto, riportante il motto, in lettere maiuscole di nero: "PER AEREM USQUE AD METAM" - nastro rappresentativo della ricompensa al Valore: annodato nella parte centrale non visibile della corona turrita, scendente svolazzante in sbarra dal punto predetto, passando dietro la parte superiore dello scudo: 1 M.A.V.E.                                                                                               |
|        | 4º Reggimento Cavalleria dell'Aria "Altair" (4º Raggruppamento ALE "Altair" 4º Reggimento ALE "Altair" 4º Reggimento AVES "Altair" 4º Reggimento Cavalleria dell'Aria "Altair" 4º Reggimento AVES "Altair") 'azzurro, al monte all'italiana di sei cime, 1, 2, 3, d'argento, sormontato dalle nove stelle unite, effigianti la costellazione dell'Aquila, d'oro, con la stella Altair, raggiata di otto, in posizione centrale, ravvicinata. Ornamenti esteriori: - lo scudo è sormontato dalla corona turrita degli Enti Militari - lista bifida d'oro, svolazzante, collocata sotto la punta dello scudo, incurvata con la concavità rivolta verso l'alto, riportante il motto, in lettere maiuscole di nero: "NEC ASPERA NEC ARDUA COELA TIMEO" - nastri rappresentativi delle ricompense al Valore: annodati nella parte centrale non visibile della corona turrita, scendenti svolazzanti in sbarra ed in banda dal punto predetto, passando dietro la parte superiore dello scudo: 5 M.A.V.C. N. B. lo stemma riporta erratamente anche il nastro di M.O.V.E. |
|        | 5º Reggimento Cavalleria dell'Aria "Rigel" (5º Raggruppamento ALE "Rigel" 5º Reggimento ALE "Rigel" 5º Reggimento AVES "Rigel" 5º Reggimento Cavalleria dell'Aria "Rigel" 5º Reggimento AVES "Rigel") D'azzurro calzato d'argento, alla mano d'aquila d'oro, accostata in capo da una parte della costellazione di Orione, di sei stelle unite, d'oro, con la stella Rigel, raggiata di otto, ravvicinata. Ornamenti esteriori: - lo scudo è sormontato dalla corona turrita degli Enti Militari - lista bifida d'oro, svolazzante, collocata sotto la punta dello scudo, incurvata con la concavità rivolta verso l'alto, riportante il motto, in lettere maiuscole di nero: "IL MIO SPIRT ATÓR TI SVOLE" - nastri rappresentativi delle ricompense al Valore: annodati nella parte centrale non visibile della corona turrita, scendenti svolazzanti in sbarra ed in banda dal punto predetto, passando dietro la parte superiore dello scudo: 2 M.A.V.E., 1 M.B.V.E., 1 M.A.V.C. |
|        | 7º Reggimento Cavalleria dell'Aria "Vega" (7º Reggimento Elicotteri d'Attacco "Vega" 7º Reggimento Cavalleria dell'Aria "Vega" 7º Reggimento AVES "Vega") D'azzurro, all'aquila dal volo spiegato, sormontata da dieci stelle raggiate di sei, effigianti la costellazione della Lira, con la stella Vega, in posizione centrale, ravvicinata, alla campagna fusata d'oro e di nero. Ornamenti esteriori: - lo scudo è sormontato dalla corona turrita degli Enti Militari - lista bifida d'oro, svolazzante, collocata sotto la punta dello scudo, incurvata con la concavità rivolta verso l'alto, riportante il motto in lettere maiuscole di nero: "SIDERUM VIS" - onorificenza: accollata alla punta dello scudo con l'insegna pendente al centro del nastro con i colori della stessa, la croce di Cavaliere dell'Ordine militare d'Italia - nastro rappresentativo della ricompensa al Valore: annodato nella parte centrale non visibile della corona turrita, scendente svolazzante in sbarra dal punto predetto, passando dietro la parte superiore dello scudo: 1 M.B.V.E. |
|        | 1º Reggimento di Sostegno Cavalleria dell'Aria "Idra" (Reparto Riparazioni Aerei Leggeri dell'Esercito 1º Reparto Riparazioni ALE 1º Reparto Riparazioni AVES 1º Reggimento di Sostegno Cavalleria dell'Aria "Idra" 1º Reggimento di sostegno AVES "Idra") Inquartato: nel primo, d'azzurro, alla corona meccanica dentata, vista in prospettiva, con la dentatura apparente a destra, cimata dal falco, posto di tre quarti, sorante, il tutto d'oro; nel secondo e nel terzo, d'argento pieno; nel quarto, d'azzurro, al braccio destro vestito di verde, con la mano di carnagione, tenente la rosa di rosso, gambuta e fogliata di verde, posta in sbarra (di Bracciano). Ornamenti esteriori: - lo scudo è sormontato dalla corona turrita degli Enti Militari - lista bifida d'oro, svolazzante, collocata sotto la punta dello scudo, incurvata con la concavità rivolta verso l'alto, riportante il motto in lettere maiuscole di nero: "ULTRA NOMEN VIRTUS". |
|        | 2º Reggimento di Sostegno Cavalleria dell'Aria "Orione" (2º Reparto Riparazioni ALE 2º Reparto Riparazioni AVES 2º Reggimento di Sostegno Cavalleria dell'Aria "Orione") 2º Reggimento di Sostegno AVES "Orione") Inquartato: nel primo, d'azzurro, alla corona meccanica dentata, vista in prospettiva, con la dentatura apparente a destra, cimata dal falco, posto di tre quarti, sorante, il tutto d'oro; nel secondo e nel terzo, d'argento pieno; nel quarto, inquartato: nel I e IV, d'argento, alla croce di rosso, al capo d''azzurro, carico di tre gigli d'oro, ordinati in fascia ed alternati dai quattro denti di un lambello di rosso, cucito (Capo d'Angiò); nel II e nel III, d'azzurro, alla parola LIBERTAS, in lettere maiuscole d'oro, posta in banda (il tutto, di Bologna). Ornamenti esteriori: - lo scudo è sormontato dalla corona turrita degli Enti Militari - lista bifida d'oro, svolazzante, collocata sotto la punta dello scudo, incurvata con la concavità rivolta verso l'alto, riportante il motto, in lettere maiuscole di nero: "SIC ITUR AD ASTRA". |
|        | 3º Reggimento di Sostegno Cavalleria dell'Aria "Aquila" (3º Reparto Riparazioni ALE 3º Reparto Riparazioni AVES 3º Reggimento di Sostegno Cavalleria dell'Aria "Aquila" 3º Reggimento di Sostegno AVES "Aquila") Inquartato: nel primo, d'azzurro, alla corona meccanica dentata, vista in prospettiva, con la dentatura apparente a destra, cimata dal falco, posto di tre quarti, sorante, il tutto d'oro; nel secondo e nel terzo, d'argento pieno; nel quarto, partito d'oro e di rosso (di Bergamo). Ornamenti esteriori: - lo scudo è sormontato dalla corona turrita degli Enti Militari - lista bifida d'oro, svolazzante, collocata sotto la punta dello scudo, incurvata con la concavità rivolta verso l'alto, riportante il motto, in lettere maiuscole di nero: "COTIDIE SINE MORA". |
|        | 4º Reggimento di Sostegno Cavalleria dell'Aria "Scorpione" (4º Reparto Riparazioni ALE 4º Reparto Riparazioni AVES 4º Reggimento di Sostegno Cavalleria dell'Aria "Scorpione" 4º Reggimento di Sostegno AVES "Scorpione") Inquartato: nel primo, d'azzurro, al leone illeopardito coronato, d'oro, passante sulla pianura di verde, attraversante il fusto naturale del palmizio di verde, fruttato di due grappoli di datteri, di rosso, nodrito nella pianura, esso leone afferrante con la zampa anteriore destra l'asta di verde della bandiera bifida, di rosso, caricata dalla croce d'argento accantonata da quattro chiavi, dello stesso, poste in palo, con l'ingegno all'insù, e sventolante sopra la chioma del palmizio (di Viterbo); nel secondo e nel terzo, d'argento pieno; nel quarto, d'azzurro, alla corona meccanica dentata, d'oro, vista in prospettiva, con la dentatura apparente a destra, cimata dal falco, posto di tre quarti, sorante, d'argento. Ornamenti esteriori: - lo scudo è sormontato dalla corona turrita degli Enti Militari - lista bifida d'oro, svolazzante, collocata sotto la punta dello scudo, incurvata con la concavità rivolta verso l'alto, riportante il motto, in lettere maiuscole di nero: "RES NON VERBA". |